# Elecciones municipales de Azogues de 2023
Las Elecciones municipales de Azogues de 2023 hacen referencia al proceso electoral que se llevará a cabo el 5 de febrero de dicho año con el fin de designar a las autoridades locales para el período 2023-2027. Se elegirá un alcalde y 7 concejales.

## Preparación
La elección de las autoridades locales que se posesionarán el 14 de mayo de 2023 comenzó su preparación con la definición del plan operativo y del presupuesto inicial de las Elecciones seccionales será de 109 300 000 dólares, aprobado por el Consejo Nacional Electoral (CNE), El monto es 29% menor al destinado por el órgano electoral en las  elecciones seccionales de 2019.

## Precandidaturas Retiradas
| Lista | Logo | Partido / Movimiento        | Precandidato a la alcaldía | Razón                                       | Ref   |
| ----- | ---- | --------------------------- | -------------------------- | ------------------------------------------- | ----- |
| 2     |      | Movimiento Unidad Popular   | Carlos Romero Sacoto       | Candidato a Concejal Endosa a Jacobo Cantos | [ 2 ] |
| 3     |      | Partido Sociedad Patriótica | Ignacio Alfonso Crespo     | Endosa a Martín Serrano                     | [ 3 ] |

## Candidaturas
| Lista           | Logo | Partido / Movimiento | Precandidato a la alcaldía  | Cargos Previos                                          | Ref                 |
| --------------- | ---- | --- | --------------------------- | ------------------------------------------------------- | ------------------- |
| 2               |      | Movimiento Unidad Popular | Jacobo Cantos Ormaza        | Arquitecto                                              | [ 4 ]               |
| 3 21 23         |      | Cañar Renace Contigo Conformado por: - Partido Sociedad Patriótica - Movimiento CREO - Partido SUMA                                                              | Martín Serrano Idrovo       | Vicealcalde de Azogues (2009-2014)                      | [ 3 ] [ 5 ] [ 6 ]   |
| 5 17            |      | Cañar Emprende Conformado por: - Revolución Ciudadana - Partido Socialista Ecuatoriano                                                                           | Javier Serrano Cayamcela    | Concejal de Azogues (2014-2022)                         | [ 7 ] [ 8 ] [ 9 ]   |
| 18              |      | Pachakutik | Carlos Sucuzhañay Sacta     | Diputado por Cañar (2007)                               | [ 10 ]              |
| 20 104          |      | Unidos por la Democracia Conformado por: - Movimiento Democracia Sí - Movimiento Incluyente y Organizado                                                         | Carlos Olmedo Palacios Luna | Concejal de Azogues (2019-2022)                         | [ 11 ] [ 5 ] [ 12 ] |
| 105             |      | Movimiento Político Juvenil Nueva Generación | Jaime Lima Pinos            | Presidente de la Federación de Estudiantes de la UCACUE | [ 13 ] [ 14 ]       |
| 106 12 16 25 33 |      | Unidos por Azogues Conformado por: - Movimiento Unidos Somos Más - Izquierda Democrática - Movimiento AMIGO - Movimiento Construye - Movimiento Renovación Total | Romel Sarmiento Castro      | Alcalde de Azogues (desde 2019)                         | [ 15 ] [ 16 ]       |

### Apoyos Partidistas a Candidatos a la Alcaldía
| Lista | Partido                                      | Coalición                | Candidato a la alcaldía        |
| ----- | -------------------------------------------- | ------------------------ | ------------------------------ |
| 2     | Movimiento Unidad Popular                    | Sin Alianza              | Jacobo Cantos Ormaza           |
| 3     | Partido Sociedad Patriótica                  | Cañar Renace Contigo     | Martín Serrano Idrovo          |
| 21    | Movimiento CREO                              | Cañar Renace Contigo     | Martín Serrano Idrovo          |
| 23    | Partido SUMA                                 | Cañar Renace Contigo     | Martín Serrano Idrovo          |
| 6     | Partido Social Cristiano                     | No Participa             | Martín Serrano Idrovo          |
| 5     | Revolución Ciudadana                         | Cañar Emprende           | Javier Serrano Cayamcela       |
| 17    | Partido Socialista Ecuatoriano               | Cañar Emprende           | Javier Serrano Cayamcela       |
| 18    | Pachakutik                                   | Sin Alianza              | Carlos Sucuzhañay Sacta        |
| 20    | Movimiento Democracia Sí                     | Unidos por la Democracia | Carlos Olmedo Palacios Luna    |
| 104   | Movimiento Incluyente y Organizado           | Unidos por la Democracia | Carlos Olmedo Palacios Luna    |
| 105   | Movimiento Político Juvenil Nueva Generación | Sin Alianza              | Jaime Lima Pinos               |
| 106   | Movimiento Unidos Somos Más                  | Unidos por Azogues       | Romel Sarmiento Castro         |
| 12    | Izquierda Democrática                        | Unidos por Azogues       | Romel Sarmiento Castro         |
| 16    | Movimiento AMIGO                             | Unidos por Azogues       | Romel Sarmiento Castro         |
| 25    | Movimiento Construye                         | Unidos por Azogues       | Romel Sarmiento Castro         |
| 33    | Movimiento Renovación Total                  | Unidos por Azogues       | Romel Sarmiento Castro         |
| 4     | Pueblo, Igualdad y Democracia                | No Participa             | Romel Sarmiento Castro         |
| 1     | Centro Democrático                           | No Participa             | No apoyaron a ningún Candidato |
| 8     | Avanza                                       | No Participa             | No apoyaron a ningún Candidato |
| 35    | Movimiento MOVER                             | No Participa             | No apoyaron a ningún Candidato |

## Resultados

### Alcaldía
|  | 27.25 % |

|  | 23.14 % |

|  | 20.24 % |

|  | 11.03 % |

|  | 7.31 % |

|  | 6.53 % |

|  | 4.49 % |

|  | 100 % |

### Nómina de Concejales Electos

#### Distrito Urbano
| Partido o coalición | Concejal                  |
| --- | ------------------------- |
| Cañar Emprende Conformado por: Revolución Ciudadana Partido Socialista Ecuatoriano                                                         | Eulalia Palomeque Quezada |
| Unidos por Azogues Conformado por: Movimiento Unidos Somos Más Izquierda Democrática Movimiento AMIGO Movimiento Construye Movimiento RETO | Jessica Sigüenza Peñafiel |
| Unidos por la Democracia Conformado por: Movimiento Democracia Sí Movimiento Incluyente y Organizado                                       | Rina Pozo Cabrera         |
| Cañar Renace Contigo Conformado por: Partido Sociedad Patriótica Movimiento CREO Partido SUMA                                              | María Fe Romero Coronel   |

#### Distrito Rural
| Partido o coalición | Concejal                 |
| --- | ------------------------ |
| Cañar Emprende Conformado por: Revolución Ciudadana Partido Socialista Ecuatoriano                                                         | Carlos Vallejo Aucancela |
| Unidos por Azogues Conformado por: Movimiento Unidos Somos Más Izquierda Democrática Movimiento AMIGO Movimiento Construye Movimiento RETO | Manuel Rojas Verdugo     |
| Pachakutik | Jaime Ortiz Sanmartín    |